# 馬科斯·弗雷塔斯
馬科斯·弗雷塔斯（葡萄牙語：Marcos Freitas，1988年4月8日—），葡萄牙乒乓球運動員，左手橫握球拍，以中遠臺相持爲主，反手弧圈技術突出。在2014年歐洲乒乓球錦標賽的團體決賽中，他擊敗德國名將波爾，獨得兩分，率領葡萄牙隊奪得該項賽事的首面男團金牌。
2016年8月，他在里約奧運會中殺入男單八强，4-2負于日本水谷隼止步。

## 運動員生涯
- 2008年：歐錦賽男雙季軍
- 2010年：波蘭公開賽男雙冠軍；德國公開賽，卡塔爾公開賽男雙四强
- 2011年：卡塔爾公開賽男雙四强；巴西公開賽男單亞軍；摩洛哥公開賽男單四强；歐錦賽男雙冠軍，男團四强
- 2012年：巴西公開賽男單四强；倫敦奧運會男團八强
- 2014年：歐錦賽男團冠軍；世乒賽男團八强；捷克公開賽男單冠軍；歐洲杯男單冠軍；乒聯總決賽男單四强
- 2015年：卡塔爾公開賽男單四强，男雙冠軍；歐錦賽男單亞軍；歐洲十六强亞軍
- 2016年：里約奧運會男單八强